# 允容王后
允容王后金氏（?—?），新羅第44代君主閔哀王金明的夫人。
允容王后是角干金永公之女，嫁给金忠恭的儿子金明。838年（僖康王三年、唐文宗开成三年）正月，金明兴兵作乱，金明的妹夫暨同曾祖父的兄弟僖康王自缢于宫中。金明即位为閔哀王，追諡金忠恭爲宣康大王，母貴寶夫人爲宣懿太后，妻金氏爲允容王后。839年（閔哀王二年、唐文宗开成四年），金明的同曾祖父的兄弟金祐徵兴兵推翻閔哀王，閔哀王被杀。